# Déxipo (platonista)
Déxipo (em grego:  Δέξιππος; fl. 350) foi um filósofo grego, discípulo do neoplatonista Jâmblico, pertencente à metade do século IV. Ele escreveu comentários sobre Platão e Aristóteles, dos quais um, uma explicação e defesa das Categorias de Aristóteles é parcialmente ainda existente. Neste trabalho, Déxipo explica a Seleuco as categorias aristotélicas e esforça-se ao mesmo tempo en refutar as objeções de Plotino. Ele também defendeu a harmonia das filosofias de Platão e Aristóteles.